# Pauline Lecarpentier
Pauline Denise Lecarpentier (ur. 25 maja 1997) – francuska zapaśniczka walcząca w stylu wolnym. Zajęła dziesiąte miejsce na mistrzostwach świata w 2022. Wicemistrzyni Europy w 2022; trzecia w 2023,  2025; piąta w 2020 i 2024 roku. 
Siódma w indywidualnym Pucharze Świata w 2020. Brązowa medalistka igrzysk frankofońskich w 2017. Triumfatorka igrzyskach śródziemnomorskich w 2022 i czwarta w 2018. Mistrzyni śródziemnomorska w 2018. Wygrała wojskowe MŚ w 2024. Trzecia na ME U-23 w 2019 roku.
Mistrzyni Francji w 2016, 2020, 2021 i 2002; druga w 2015, 2017, 2019 i trzecia w 2018 roku.